# Alyce Glen
Alyce Glen es una localidad de Trinidad y Tobago, que forma parte de la región de Diego Martín.

## Geografía
La localidad abarca parte de la isla Trinidad y limita al norte con Petit Valley y Simeon Road, al sur con Four Roads, al este con Waterhole y Four Roads y al oeste con Petit Valley y Four Roads.

## Demografía
Datos demográficos de la localidad de Alyce Glen:
| Gráfica de evolución demográfica de Alyce Glen entre 2000 y 2011 |
|                                                                  |